# Falciot gorjablanc
El falciot gorjablanc (Aeronautes saxatalis) és un ocell de la família dels apòdids (Apodidae) que habita zones obertes, principalment a prop dels penya-segats on cria, des del sud de la Colúmbia Britànica cap al sud, per la meitat oriental dels Estats Units i Mèxic fins a Hondures. Les poblacions septentrionals es desplacen cap al sud a l'hivern.